# Wesley Woodyard
Wesley Woodyard Jr. (LaGrange, 21 luglio 1986) è un giocatore di football americano statunitense che gioca nel ruolo di linebacker per i Tennessee Titans della National Football League (NFL). Al college ha giocato a football all'Università del Kentucky.

## Carriera professionistica

### Denver Broncos
Dopo non essere stato scelto nel Draft NFL 2008, Woodyard firmò coi Denver Broncos. Nella sua stagione da rookie, partito per la prima volta come titolare al posto dell'infortunato D.J. Williams, mise a segno 10 tackle contro i Cleveland Browns il 6 novembre 2008.
Il 19 marzo 2012, Woodyard firmò un nuovo contratto con i Broncos e quell'anno disputò la sua miglior stagione a livello statistico mettendo a segno 117 tackle, 5,5 sack e 3 intercetti. Nel 2013 terminò con 84 tackle e 1,5 sack, raggiungendo il Super Bowl XLVIII perso contro i Seattle Seahawks.

### Tennessee Titans
Il 14 marzo 2014, Woodyard firmò con i Tennessee Titans un contratto quadriennale del valore di 16 milioni di dollari.
Nell'ottavo turno della stagione 2018, i Titans batterono i New England Patriots per la prima volta dal 2002. Woodyard contribuì mettendo a segno 1,5 sack su Tom Brady, venendo premiato come miglior difensore della AFC della settimana per la seconda volta in carriera.

## Palmarès

### Franchigia
- American Football Conference Championship: 1

Denver Broncos: 2013

### Individuale
- Difensore della AFC della settimana: 2

8ª del 2012, 10ª del 2018

## Statistiche
| Partite totali      | 87  |
| Partite da titolare | 40  |
| Tackle              | 434 |
| Sack                | 8,0 |
| Intercetti          | 5   |
| Fumble forzati      | 6   |

Statistiche aggiornate alla stagione 2013